# Série de pièces commémoratives américaines du centre des visiteurs du Capitole des États-Unis
La série de pièces commémoratives américaines du centre des visiteurs du Capitole des États-Unis est une série commémorative, non circulante, émise par la Monnaie des États-Unis en 2001 et frappée dans les Monnaies de Philadelphie et de West Point.
Autorisée par la loi publique 106-126 du 6 décembre 1999, en reconnaissance du U. S. Capitol Visitor Center, dont la construction doit commencer l'année suivante sur l'East Plaza du Capitole et s'achever en 2005. Pour la première fois depuis le programme de pièces olympiques de 1995-1996, la Monnaie produit l'ensemble familier de trois pièces composé d'un demi-dollar en cuivre-nickel, d'un dollar en argent et d'une pièce de 5 dollars en or.
Les surtaxes obtenues par leur vente sont utilisées pour financer en partie la construction du centre d'accueil des visiteurs. Pour ce programme, la Monnaie reprend son ancienne pratique, abandonnée pour les commémorations précédentes, qui consiste à utiliser des dessins soumis par des artistes extérieurs.

## Contexte
Le Centre des visiteurs du Capitole des États-Unis est un ajout souterrain, sur trois étages, au complexe du Capitole qui sert de point de rassemblement pour jusqu'à 4 000 touristes et d'espace d'expansion pour le Congrès américain. Il est situé sous la façade est du Capitole et sa place, entre le bâtiment du Capitole et la 1re rue Est.
Il dispose d'espaces destinés à être utilisés par le Congrès, comprenant de nouvelles salles de réunion et de conférence. Du côté de la Chambre, il y a une grande salle qui peut être utilisée par une commission. Le nouvel auditorium du Congrès, de 450 places, est disponible pour être utilisé par les membres du Congrès ou pour l'une ou l'autre chambre du Congrès, au cas où la leur ne serait pas disponible.
Les surtaxes sur les pièces commémoratives contribuent au financement du projet.

## Législation
La loi publique 106-126 enjoint au secrétaire au Trésor de frapper des pièces de monnaie commémoratives afin de financer la construction du nouveau centre des visiteurs en-dessous du Capitole des États-Unis. La même loi demande l'émission de pièces pour le millémaire de Leik Erikson. Elle est approuvée par le Chambre le 16 novembre 1999 et par le Sénat le 19 novembre. Le 6 décembre elle est signée par la président Bill Clinton.

## Dessins

### Demi-dollar
L'avers de la pièce de 50 cents, créé par Dean McMullen, représente l'aile nord du Capitole des États-Unis original superposée à un contour du bâtiment actuel. Une carriole apparaît devant et un cercle d'étoiles l'entoure. Les inscriptions sont LIBERTY, IN GOD WE TRUST, U.S. CAPITOL 1800 et la date d¿emission, 2001,,.
Le revers, œuvre de Alex Shagin et Marcel Jovine, présente un arrangement d'inscriptions dans différentes polices de caractères et un cercle de 16 étoiles, représentant les 16 États qui existent en 1800. Les inscriptions centrales indiquent 1800 /6th CONGRESS / SENATE 32 SENATORS / HOUSE 106 MEMBERS / E PLURIBUS UNUM. Les inscriptions sur le bord extérieur de la pièce sont le pays émetteur, UNITED STATES OF AMERICA et la valeur faciale, HALF DOLLAR,,.

### Dollar
L'avers de la pièce de 1 dollar, conçu par Marika Somogyi, présente une image du Capitole original avec la date 1800 et du Capitole ultérieur avec la date 2001. Les autres inscriptions sont LIBERTY, IN GOD WE TRUST et U.S. CAPITOL,,.
Le revers, une création de John Mercanti, représente un aigle héraldique avec un bouclier et des rayons qui l'entourent. Au centre, un rouleau porte l'inscription U.S. CAPITOL VISITOR CENTER (centre des visiteurs du Capitole). D'autres inscriptions au-dessus et en dessous indiquent UNITED STATES OF AMERICA, E PLURIBUS UNUM et la valeur faciale ONE DOLLAR,,.

### Half eagle
L'avers de la pièce de 5 dollars, réalisé par Elizabeth Jones, ancienne graveuse en chef de la Monnaie des États-Unis, représente le sommet d'une colonne corinthienne. Les inscriptions sont LIBERTY, 1800, FIRST CONVENING OF CONGRESS IN WASHINGTON (première réunion du Congrès à Washington), IN GOD WE TRUST et la date d'émission, 2001. Le revers, également d'Elizabeth Jones, présente une vue du Capitole de 1800 avec les inscriptions UNITED STATES OF AMERICA, E PLURIBUS UNUM, et la dénomination FIVE DOLLARS,,.
|                                                            |
| L'avers du demi-dollar du centre de visiteurs du Capitole. |

|                           |
| Le revers du demi-dollar. |

|                                   |
| L'avers de la pièce de 5 dollars. |

|                          |
| Le revers du half eagle. |

## Production et vente
La loi qui autorise la frappe de la série commémorative permet une émission maximum de 750 000 pièces d'un demi-dollar en alliage cuivre-nickel, 500 000 pièces de 1 dollar et 100 000 pièces de 5 dollars. Les dollars et les demi-dollars sont émis par la Monnaie de Philadelphie en version brillant universel et belle épreuve,. Les half eagles sont frappés à la Monnaie de West Point, dans ses deux finitions. La série est disponible à la vente au public le 28 février 2001.
Un total de 34,413 pièces de 5 dollars est vendu — 27 652 et 6 761 exemplaires en belle épreuve et brillant universel, respectivement — tandis les dollars se vendent au nombre de 179 173 — 143 793 et 35 380 pièces — et 177 119 demi-dollars sont écoulés — 77 962 et 99 157 unités.
Les surtaxes perçues sur la vente de ces pièces sont versées au Fonds de préservation du Capitole afin de contribuer à la construction, à l'entretien et à la préservation d'un nouveau centre d'accueil des visiteurs du Capitole.